# Jacques de Sores

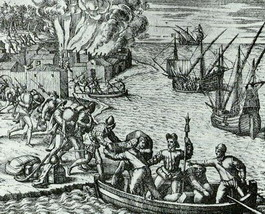
Jacques de Sores saquea y quema La Habana (10 de julio de 1555).

Jacques de Sores (en francés Jacques Sourie) fue un pirata francés, protestante hugonote de Normandía, recordado por haber atacado e incendiado la villa de La Habana (Cuba) en 1555.
Era apodado «El Ángel Exterminador» (L’Ange Exterminateur). 
Fue el jefe de una banda de piratas hugonotes y lugarteniente de otro pirata francés, François Le Clerc (el primer pirata que tuvo una pierna ortopédica de madera, por lo que era llamado Pegleg o Pata de Palo).

## Carrera
En julio de 1552, Le Clerc había saqueado la isla portuguesa de Porto Santo.
En 1553, Le Clerc y Sorés partieron de Francia con tres buques reales y una serie de corsarios, por encargo de Francisco I de Francia, que envidiaba las riquezas que traía España desde el Nuevo Mundo. En julio de 1553, atraídos por las riquezas de la ciudad, saquearon e incendiaron Santa Cruz de La Palma. Después viajaron hasta el mar Caribe, donde saquearon e incendiaron todas las aldeas que los españoles habían fundado en los últimos cincuenta años: Santo Domingo, Azua, La Yaguana, Monte Cristi y Port-au-Prince.
En 1554, Le Clerc atacó Santiago de Cuba; y algunos mencionan [¿quién?] un ataque a Santiago de Cuba por parte de Sores, aunque no está claro si formaba parte del ataque de Le Clerc. Como base de operaciones pueden haber utilizado Cayo Romano y Cayo Coco, en el archipiélago de Jardines del Rey (en la costa norte de Cuba).
En 1555 saquea la isla Margarita porque los vecinos se negaban a pagar un rescate impuesto por el pirata.

## Ataque a La Habana
El 10 de julio de 1555, Sores atacó la villa de La Habana (en la isla de Cuba) con 200 marineros. Los detalles de este ataque están incompletos: el número de buques que usó Sores en el ataque varía en las diferentes cuentas de 2 a 40. Independientemente del número de buques que participan, Sores tuvo pocos problemas para tomar la ciudad, poco defendida.
La mayoría de las versiones dejan claro que esperaba encontrar grandes cantidades de oro, mientras que algunos afirman [¿quién?] que era para cobrar rescate por los miembros importantes de la población. Todos están de acuerdo en que, cualquiera que sea su intención fue frustrada: no encontró las supuestamente enormes reservas de oro de la ciudad, y los rescates por la población rescatada no se pagaron. Durante casi un mes los 200 piratas saquearon casa por casa, matando a todos los españoles y a los esclavos africanos. Destruyeron la fortaleza de la Fuerza Vieja en la calle Tacón y quemaron gran parte de la ciudad. Quemaron además las naves que había en el puerto y asolaron gran parte de los alrededores. La facilidad con la que había capturado Sores la aldea, llevó a la Corona española a iniciar la construcción de fortalezas. El Castillo de la Real Fuerza se construyó para sustituir a la Fuerza Vieja y más tarde el Castillo de los Tres Reyes Magos del Morro y el Castillo de San Salvador de la Punta, a ambos lados de la boca del puerto de La Habana.

## Asesinato de misioneros católicos
El 15 de julio de 1570, frente a la punta de Fuencaliente de La Palma, cerca de Tazacorte, en la isla canaria de La Palma, Sores y sus hombres abordaron la nave en que viajaban 40 misioneros jesuitas (los mártires de Tazacorte, que eran 32 portugueses y 8 españoles). Fueron atacados, torturados y arrojados al mar. Desde 1999 un conjunto de cruces en el fondo del mar marca el sitio del martirio.